# Chignolo Po
Chignolo Po (Chignö in dialetto pavese) è un comune italiano di 4 011 abitanti della provincia di Pavia in Lombardia. Il comune è composto, oltre che dal capoluogo, anche dalle frazioni Lambrinia, Alberone e Bosco; si trova presso la foce del fiume Lambro nel Po e dista una trentina di chilometri dalle città capoluogo di provincia Pavia, Lodi e Piacenza.

## Origini del nome

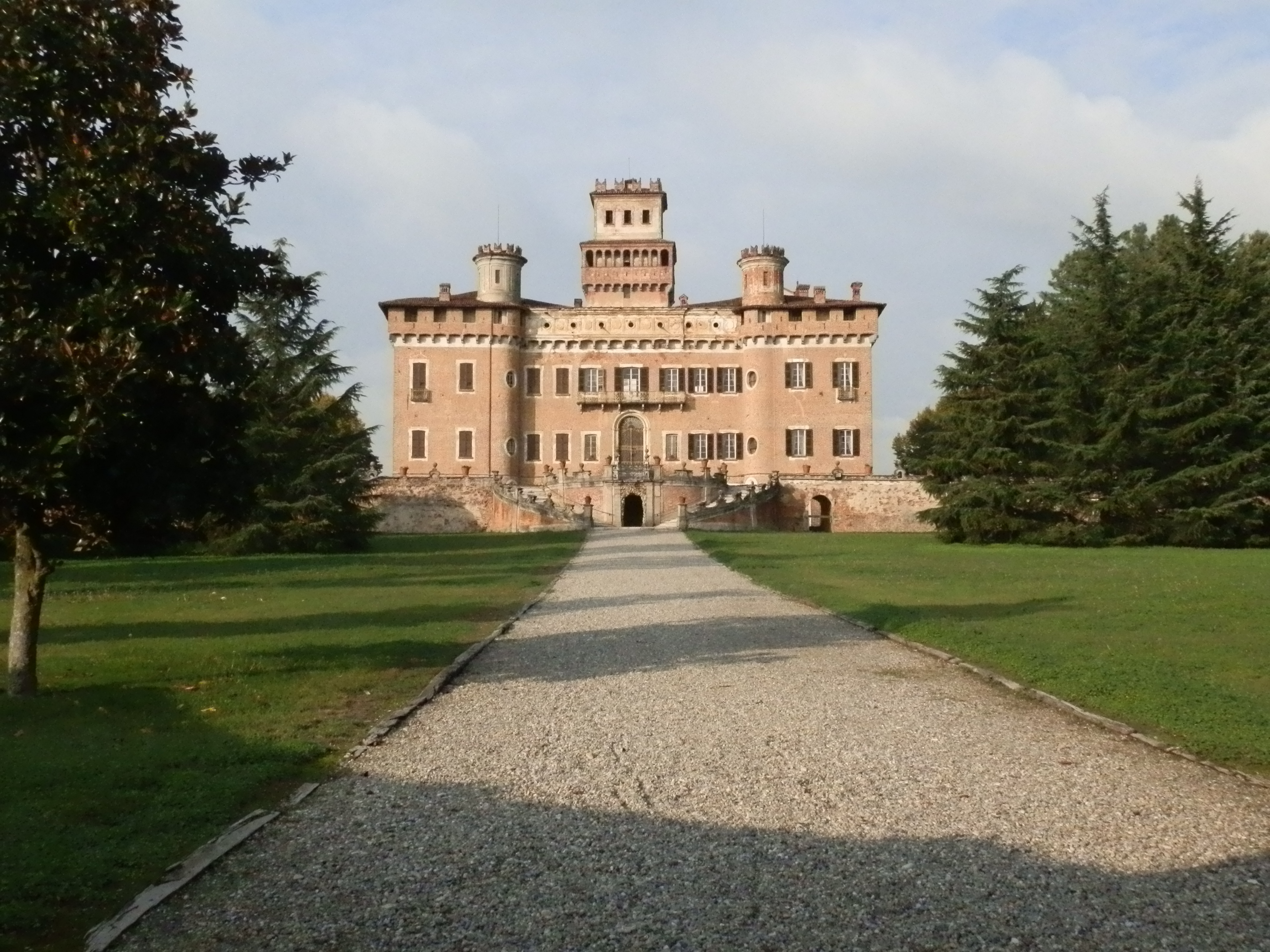
Castello Procaccini

Il nome Chignolo deriva dal latino Cuncolus ad Padum, Cuniolus ("piccolo cuneo") e dal lombardo Chignoeu con il significato di "punta di terra tra i fiumi", nello specifico il Po ed il Lambro, data la particolare conformazione di questo borgo. 

## Storia
Nel X secolo Chignolo era proprietà del monastero di Santa Cristina. Esso si snoda, infatti, su una striscia di terra rialzata tra i fiumi Lambro e il Po che nei tempi antichi (ancora nel 1400) lambivano il maestoso castello dei Federici, detti Todeschini, passato poi per matrimonio a Ottaviano Pallavicini di Busseto (ante 1484) e perso dopo la morte della moglie (ante 1510) a favore del marito della cognata, il senatore milanese Gerolamo Cusani; poi (1527) ai Cusani Visconti, dal 1621 Marchesi di Chignolo.
Fu il duca di Milano Galeazzo Maria Sforza, nel 1466, a rettificare il corso del fiume; lavori durati ben 10 anni che permisero di garantire un territorio più vasto, più fertile e più sicuro dalle inondazioni. L'antico letto del Po, nella vasta ansa, divenne Mortizza il cui colatore più grande è il Reale.
Dalle tradizioni, e soprattutto dal ritrovamento di reperti archeologici, si pensa che sul suo territorio si fosse stabilita una popolazione sin dall'età della pietra, e sicuramente sin dall'età pre-romana quando divenne centro fortificato lungo il percorso della strada Romea, chiamata poi nel Medioevo Strada Regina; fu pertanto luogo di passaggio e sosta dei pellegrini della Via Francigena.
Nel IX secolo Chignolo fu concesso in beneficio da re Berengario ai monaci benedettini dell'abbazia di Santa Cristina, il vicino monastero di fondazione Longobarda. Proprio transitando su questa via nel 990, l'arcivescovo di Canterbury, Sigerico, indica l'abbazia di Santa Cristina, col suo castello, come la tappa XL (mansio). L'abate di Santa Cristina scelse come feudatari stabili la famiglia milanese dei Pusterla. Dopo lunghe contese tra questi ultimi e i Visconti il feudo passò infine, dal 1486, alla nobile famiglia Cusani, che conservò il patronato sino al 1936.
Nel 1936 al comune di Chignolo fu unito il comune di Cantonale, già in provincia di Milano e da sempre legato al territorio lodigiano. L'attuale frazione Lambrinia si chiamava in precedenza Camatta.

### Simboli
Lo stemma e il gonfalone sono stati concessi con regio decreto dell'8 febbraio 1939.
Vi è rappresentata la facciata del castello di Chignolo Po. Il capo di porpora, che nell'araldica italiana corrisponde ad un rosso scuro, è ciò che resta del capo del Littorio, ornamento obbligatorio al momento della concessione dello stemma.
Il gonfalone è un drappo di azzurro

## Monumenti e luoghi d'interesse
- Castello di Chignolo Po
- Chiesa di San Lorenzo Martire
- Chiesa di Santa Maria
- Chiesa di Sant'Antonio, nella frazione di Alberone;
- Chiesa di Sant'Antonio, nella frazione di Lambrinia.

## Società

### Evoluzione demografica
Abitanti censiti

### Etnie e minoranze straniere
Al 31 dicembre 2018 gli stranieri residenti nel comune di Chignolo Po in totale sono 628. Tra le nazionalità più rappresentate troviamo:
| Paese   | Popolazione (2018) |
| ------- | ------------------ |
| Romania | 259                |
| Marocco | 74                 |
| India   | 65                 |
| Albania | 64                 |
| Egitto  | 32                 |
| Ucraina | 20                 |

## Il burattino Guignol
Secondo la tradizione, nella metà del XVI secolo, Francesco I di Francia invitava e reclutava tessitori piemontesi e lombardi per impiantare e sviluppare in Francia fabbriche di lavorazione della seta il cui commercio si sviluppò specialmente a Lione. Tra questi vi sarebbero stati anche dei chignolesi, che portarono con loro dei pupazzi con le teste di legno con cui organizzavano feste dopo il lavoro e che furono poi soprannominati dai francesi les chignoles.
L'inventore del Guignol, Laurent Mourguet, qualche secolo dopo (le prime rappresentazioni si ebbero a partire dal 1808) diede corpo e nome ad un personaggio che era già conosciuto nelle baracche lionesi.
Nel 1981 il comune di Chignolo decise di intitolare la sua più grande piazza proprio a Guignol; in quell'anno, infatti, si festeggiò il ritorno, da Lione, del burattinaio Guignol, accompagnato da una delegazione della Municipalità. Il comune di Chignolo Po ha siglato un patto di gemellaggio con il comune di Brindas.